# Рыкаловы
Рыкаловы — семья драматических артистов. 
Василий Федотович Рыкалов (1771—1813), «из актёров тульского наместничества», принят на службу дирекции Императорских театров в 1793 г. В Туле он слыл замечательным трагиком и, явившись в Санкт-Петербург, был принят на амплуа благородных отцов, однако успеха не добился. 
Смерть Крутицкого в 1803 году подала князю Шаховскому мысль испробовать Василия Федотовича в комических ролях и проба оказалась весьма удачной. Особенный успех Р. имел в пьесах Мольера: Гарпагон, Жеронт («Скапиновы обманы»), Журден («Мещанин во дворянстве»), а также в «Модной лавке» Крылова (Сумбуров), «Полубарских затеях» князя Шаховского (Транжирин) и др. 
C 1796 Рыкалов преподавал в Санкт-Петербургской театральной школе «русскую грамоту» и начальные правила «акции». С 1800 г. состоял режиссёром русской труппы, арендовал театральную типографию и придумал афишечную монополию Императорских театров, дожившую до наших дней.
Его жена, Пелагея Рыкалова, с успехом играла роли комических старух, окончила курс в Санкт-Петербургском театральном училище. С 1798 г. состояла на службе дирекции Императорских театров. 
Их дочь, Елизавета Васильевна (вып. 1823 г.), впоследствии Марсель, играла в водевилях Н. Хмельницкого, а сын — Василий Васильевич (1798—1826) — комик, служил на московской сцене и исполнял с успехом роли Мольеровских слуг. Его жена, Аграфена Гавриловна († в 1840 г.), сестра знаменитого комика Петра Гавриловича Степанова, исполняла роли первых любовниц в драмах и комедиях. 
Надежда Васильевна (род. в 1824 г.), дочь Аграфены Гавриловны и Василия Васильевича, была учительницей, но затем обратилась к сценической деятельности, к которой её готовил её дядя П. Г. Степанов и, с успехом дебютировав в «Елене Глинской» (1846), была принята на сцену московского Малого театра, который оставила после 45-летней службы, в 1891 г. Имела шумный успех в пьесах Островского, особенно в роли Кабанихи («Гроза»).